# Adrama determinata
Espèce
Adrama determinata  est une espèce d'insectes diptères de la famille des Tephritidae et du genre Adrama.

## Répartition
Cette espèce est connue de Malaisie, de Singapour, d'Indonésie et du Sud des Philippines, et au Brunei. Les relevés de sa présence en Inde et en Thailande semblent être des erreurs d'identification.

## Description
Adrama determinata est de forme longue et élancée avec un corps qui mesure environ 1 cm, et des ailes qui mesurent environ 1,5 cm.
Le mâle est de couleur laiton foncé. La tête est jaune à fauve avec deux grands yeux composés violets et le front irisée d'un vert brillant. Elle présente une petite marque noire sur l'occiput supérieur et le triangle occelaire. Les antennes sont fauves. Le thorax est noir avec des marques jaunes. Il présente trois bandes blanchâtres et deux bandes 
fauves. Ces dernières sont réunies à l'extrémité du scutellum et les bandes blanchâtres s'étendent obliquement de chaque côté jusqu'au pectus. 
L'abdomen est ferrugineux, et noir à la base. Les pattes sont fauves, avec les extrémités des fémurs plus foncées et les tarses et tibias antérieurs bruns. Les ailes sont presque limpides, brunes de la nervure transversale discale aux extrémités et avec deux bandes brunes. La première bande est très imparfaite et la seconde est très pâle et diffuse sur la moitié postérieure de l'aile. Les haltères sont blanchâtres.
La tête, à peine plus large que le thorax, est transversale avec deux soies dressées sur la partie postérieure du vertex. La tête ne présente pas de soies postoculaires et génales mais arbore des soies fronto-orbitaires inférieures. La face est verticale et sa longueur ne dépasse pas la moitié de la hauteur de la tête. L'épistome est légèrement proéminent. Les yeux ne sont pas pédonculés,. Les antennes, pubescentes,, sont plus courtes que la face, et atteignent presque l'épistome avec la troisième articulation longue, linéaire et conique à l'extrémité. 
Le corps est plutôt long. L'abdomen, presque linéaire, est plus long et plus étroit que le thorax. Le thorax est plutôt allongé. Les pleuroterga arborent de fin poils dressés,. Le scutellum porte deux ou quatre soies. La suture scutale transversale est incomplète. Le pont postcoxal métathoracique est largement sclérotisé.
Les pattes sont modérément longues et minces. Les fémurs postérieurs présentent de minuscules épines en dessous,.
Les ailes sont assez longues avec au moins la zone apicale principalement brune,. La nervure transversale discale, droite et verticale, est séparée par à peine la moitié de sa longueur du bord et par un peu plus de sa longueur de la nervure transversale. Il n'y a pas de fourches sur les nervures R2+3 et M1+2. La nervure Cu1 est simple et la cellule cubitale Cu est lobée avec un apex vertical.
La femelle diffère du mâle par la forme de l'abdomen, qui est pointu chez la femelle, émoussé chez le mâle.

## Éthologie
En Indonésie, les adultes ont été observés se rassemblant sous le feuillage de Lepisanthes falcata (Sapindaceae) et les femelles pondent dans les fruits tombés où les larves se nourrissent des graines.
En Malaisie, le bambou est une plante hôte d’Adrama determinata.
Les larves d’Adrama determinata s'attaquent aux graines du thé (Camellia sinensis),. Les femelles d’Adrama determinata pondent leurs œufs dans les graines de thé, non pas dans les graines dont l'enveloppe est encore fermée mais elles profitent de la première période de germination pendant laquelle l'enveloppe saute et les cotylédons deviennent visibles.
Après l'accouplement, il semble que ce soit le mâle qui choisisse la graine où les œufs seront pondus. Les larves éclosent après deux jours et demi et commencent à creuser des tunnels dans la graine. Les larves ont la capacité de sauter, ce qui est commun chez les larves de mouches à fruits. Elles peuvent faire des bonds jusqu'à 40 cm. Pour réaliser ces bonds, la larve procède comme suit. Elle plie l'extrémité de tête vers l'extrémité arrière obtuse. En restant dans cette position, la larve place ses mâchoires ou ses crochets buccaux dans une petite cavité à l'extrémité arrière tronquée et tend le corps très fortement. Puis, soudainement, les crochets de la bouche sautent hors de la cavité, la tête et la queue frappent le sol avec force et la larve saute. Les larves mesurent jusqu'à environ 8 mm de long et le stade larvaire dure de 9 à 16 jours. Ensuite, les larves quittent la graine souvent complètement détruite, qui bien sûr ne germe plus, et rampent, à quelques exceptions près, dans le sol pour se transformer en pupe. Les pupes éclosent après 12 à 15 jours. Une génération peut se développer en 26 à 27 jours. Si les graines sont recouvertes de terre, les femelles ne peuvent pas y pondre d'œufs.

## Taxonomie
L'espèce Adrama determinata a été décrite sous le protonyme Dacus determinatus par Francis Walker en 1856 et transféré dans le genre Adrama par Carl Robert Osten-Sacken en 1881.

### Publication originale
- (en) F. Walker, 1856, « Catalogue of the dipterous insects collected at Sarawak, Borneo, by Mr. A. R. Wallace, with descriptions of new species », Journal of the proceedings of the Linnean Society. Zoology, Londres, vol. 1, p. 105-136 (lire en ligne)

### Synonymes
- Dacus determinatus Walker, 1856 - protonyme[12],[13]
- Acanthipeza maculifrons Rondani, 1875[12],[13]
- Dacus cylindricus Wulp, 1880[13]